# B-STOP
B-STOP（ビーストップ、1979年1月17日 - ）は、日本のラッパー、司会者。神奈川県出身。1998年より音楽活動を開始し、ラッパーFRANKENのマネージャーとしても活動している。YouTube番組『霜月るな の負けRUNA TV』や『FRANKEN のマジでそうさ』などにレギュラー出演している。

## 来歴
神奈川県立中沢高等学校を卒業後、日本文化大学法学部に在籍するが中途退学。1998年からラッパーとしての活動を開始する。過去には「チンペイタ」名義でULTIMATE MC BATTLE（アルティメット エムシー バトル）東京予選に出場した経歴を持つ。以後、音楽活動と並行してイベント司会やYouTube番組への出演、番組制作にも関わっている。

## 音楽活動
2024年5月10日にシングル「NEXTシーン」を配信開始。2025年7月1日にはインドのレーベルから「失楽園」（B-STOP feat. 渡辺ハヤト）をリリースし、インドの音楽配信サービスにおけるデイリーランキングに入ったと報じられている。同年7月25日にはFRANKENとのコラボ曲「今日の最高気温」を配信した。  
このほか、「町田から町屋」や「It's Just a Party」や「さんしゃいんが〜る」などの楽曲でも知られている。

## 出演

### YouTube番組
- 『霜月るな の負けRUNA TV』 - レギュラー出演
- 『FRANKEN のマジでそうさ』 - レギュラー出演

### その他活動
- 音楽イベントやライブのMC
- 番組司会、制作